# Daniel Bell Wakefield
Daniel Bell Wakefield (* 27. Februar 1798 in Burnham Wick, Essex, England; † 8. Januar 1858 in Wellington, Neuseeland) stammte aus der Familie Wakefield und war Rechtsanwalt in Wellington, Generalstaatsanwalt für New Munster sowie kurzzeitig Richter am Supreme Court in Neuseeland.

## Leben und Wirken
Als drittes Kind von Edward Wakefield (1774–1854) und Susanna Crash (1767–1816) wuchs er, nachdem der Vater 1807 seine Farm verlor und in Westminster, London wohnte, hauptsächlich bei seiner Großmutter Priscilla Bell in Tottenham auf.
Mit seinem älteren Bruder Edward Gibbon und den beiden jüngeren Brüdern William Hayward und Arthur besuchte er die Tottenham Grammar School. Er galt dort als langsamer und wenig Initiative zeigender Schüler. In den späteren Schuljahren war er bei Francis Place, einem englischen Sozialreformer und Freund seines Vaters, untergebracht. Der Planung, nach Ende der Schulzeit Buchhaltung und Landwirtschaft zu erlernen, machte er Weihnachten 1815 einen Strich durch die Rechnung. Wegen einiger Flegeleien wurde er vom Vater nach Amsterdam geschickt, um im Büro eines Kaufmanns zu arbeiten. Francis Place beschrieb ihn als faul, launisch und unehrlich, glaubte aber, dass aus ihm noch ein ordentlicher Mann werden würde.
Im November 1816 entschied sein älterer Bruder Edward, auf Bitten seines Vaters, ihn nach Turin zu holen. Sein Bruder arbeitete dort an der britischen Botschaft und konnte ihm einen Job vermitteln. Doch anstatt zu arbeiten, reiste er viel lieber in Italien umher und entschied, dass das Vergnügen vor der Arbeit kam. Obwohl nur Altersdifferenz von zwei Jahren bestand, lebten Daniel und Edward intellektuell in zwei verschiedenen Welten. Im Februar 1818 ging er auf Druck seines Bruders wieder zurück nach London. In den folgenden Jahren arbeitete er mit seinem Vater zusammen, übernahm einen großen Anteil seiner Geschäftstätigkeiten und heiratete 1823 seine erste Frau Selina Elizabeth de Burg (1802–1828).
Von 1827 an besuchte er die Honorable Society of Lincoln’s Inn, eine der vier englischen Anwaltskammern, und studierte Jura bis zu seinem Abschluss 1831. Mit der Gründung der National Political Union im November 1831, deren Vorsitzender sein Protegé Francis Place war, engagierte er sich für die Belange der Arbeiterklasse und ließ vom ersten Tag an keine Sitzung aus.
1832 wurde er als Anwalt zu Gericht zugelassen, engagierte sich in der Parliamentary Candidates Society und stellte sich im Dezember 1832 zur Wahl für das neu reformierte Parlament. Öffentlich durch Rufmordkampagne für die Fehler seines Bruders Edward verantwortlich gemacht, verfehlte er die Wahl. Nach diesem Frust und durch seinen Bruder Edward in Sachen Kolonisierung inspiriert, engagierte er sich von nun an in der am 27. November 1833 gegründeten South Australian Association und half als Jurist an der Charter of Constitution mit. Am 1. September 1835 heiratete er seine zweite Frau Angela Attwood, Tochter von Thomas Attwood, Ökonom und Verfechter der Wahlrechtsreform in Großbritannien.
Daniel Bell Wakefield plante mit seiner Familie nach Südaustralien zu gehen und bemühte sich dort, Oberster Richter zu werden, wurde aber abgelehnt. Nach Rückzug seines Bruders Edward von dem Kolonisierungsprojekt Südaustraliens und unter dem Druck seines Schwiegervaters Thomas Attwood, nicht nach Australien zu gehen, verlor er schließlich das Interesse und stellte seine Mitarbeit in der South Australian Association ein.
Daniel Bell Wakefield praktizierte bis 1841 als Anwalt in London. Nachdem er sich von seiner Frau getrennt hatte und 4.000 Pfund Schulden hatte, konnte er mit Hilfe seines Bruders Edward 1843 nach Neuseeland entkommen. Unter dem Pseudonym „Mr. Bowler“ kam er nach New Plymouth, gab aber seine Identität wieder preis, als sein Bruder Arthur Wakefield am 17. Juni 1843 im sogenannten Wairau-Tumult ums Leben kam und er zur Beerdigung seines Bruders nach Wellington ging. Er blieb dort und arbeitete wieder als Rechtsanwalt. Im Mai 1844 wurde er von der New Zealand Company nach Otago geschickt, um einen Streit zwischen Frederick Tuckett und John Jermyn Symonds über den Kauf des sogenannten Otago Block betreffend der Ansiedlung Dunedin zu moderieren.
Im März 1848, nach fünf Jahren Trennung, kam schließlich seine Frau mit den beiden Kindern Charles Markus und Selina Elizabeth nach Wellington. Selina starb im August 1848 und Alice Mary wurde im Oktober 1849 als drittes Kind der Familie geboren.
Am 1. September 1848 wurde Daniel zum Generalstaatsanwalt für New Munster berufen, eine Position, die er bis 1853 ausfüllte. Mit der Landverteilungspolitik und der Behandlung der Maori durch den neuen Gouverneur George Edward Grey nicht einverstanden, quittierte er den Job und war nur noch einmal kurz als Oberster Richter in Vertretung von 1855 bis 1856 aktiv. Daniel Bell Wakefield starb am 8. Januar 1858 in Wellington.